# Régiment de Talleyrand cavalerie
Pour les articles homonymes, voir Talleyrand (homonymie).
Le régiment de Talleyrand cavalerie est un régiment de cavalerie du royaume de France créé en 1672.

## Création et différentes dénominations
- 1672 : création du régiment de Saint-Aignan cavalerie
- 1688 : renommé régiment de Rohan cavalerie
- 1702 : renommé régiment de Quintin cavalerie
- 1705 : renommé régiment de Saint-Chamans cavalerie
- 6 juin 1706 : renommé régiment de Vaudrey cavalerie
- 19 décembre 1706 : renommé régiment de Saint-Aignan cavalerie
- 25 septembre 1717 : renommé régiment de Saint-Simon cavalerie
- 24 février 1738 : renommé régiment de Sabran cavalerie
- 1743 : renommé régiment de Talleyrand cavalerie
- 1er décembre 1761 : réformé par incorporation au régiment Royal-Piémont cavalerie

## Mestres de camp
- 1672 : Saint-Aignan
- 1688 : Louis de Rohan, † 5 novembre 1689
- 20 novembre 1689 : François de Rohan, prince de Soubise, père du précédent, brigadier le 9 juillet 1674, maréchal de camp le 2 avril 1675, lieutenant général le 25 février 1677, † 24 août 1712
- 10 octobre 1690 : Hercule Mériadec de Rohan-Soubise, prince de Rohan, fils du précédent, brigadier le 30 janvier 1696, maréchal de camp le 29 janvier 1702, lieutenant général le 26 octobre 1704, † 26 janvier 1749
- 1702 : Guy Nicolas de Durfort, duc de Quintin puis duc de Lorges
- 1705 : Charles-Nicolas de Hautefort (....-1712), comte de Saint-Chamans, brigadier le 23 décembre 1702, maréchal de camp.
- 6 juin 1706 : Claude Antoine Eugène, chevalier puis comte de Vaudrey, brigadier le 1er février 1719, maréchal de camp le 20 février 1734, lieutenant général des armées du roi le 1er mars 1738, † 14 avril 1748
- 19 décembre 1706 : Paul Hippolyte de Beauvilliers, chevalier de Beauvilliers puis duc de Saint-Aignan, brigadier le 1er juillet 1717, maréchal de camp le 20 février 1734, lieutenant général le 1er mars 1738, † 22 janvier 1776
- 25 septembre 1717 : Jacques Louis de Rouvroy de Saint Simon ?, duc de Ruffec, vidame de Chartres[1], brigadier
- 24 février 1738 : Gaspard de Sabran, marquis de Sabran
- 1743 : Louis Jean Charles de Talleyrand-Périgord, prince de Chalais (1677-1757)
- 1757 : Charles-Daniel de Talleyrand-Périgord, comte de Talleyrand (1734-1788)

## Historique des garnisons, combats et batailles
- Guerre de Hollande - Seconde conquête de la Franche-Comté

31 mars 1674 : bataille d'Orgelet
- Guerre de Succession d'Espagne

15 novembre 1703: bataille de Spire
- Guerre de Succession d'Autriche

11 mai 1745: bataille de Fontenoy
6 étendards de « ſoye jaunâtre, Soleil d’or au milieu brodé, & frangez d’or ».
Au revers, un lion d’argent, et ces mots Noli irritare leonem, brodés et frangés d’or.

Étendards
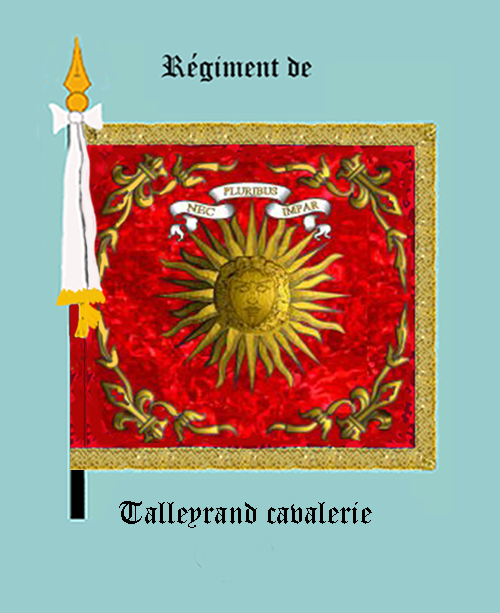
régiment de Talleyrand cavalerie, avers
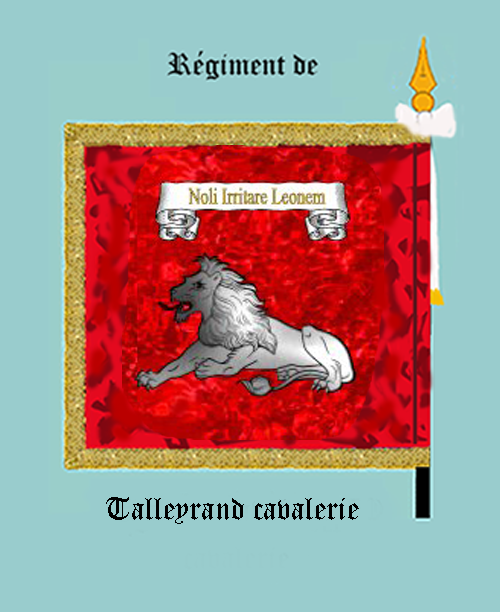
régiment de Talleyrand cavalerie, revers

Uniforme
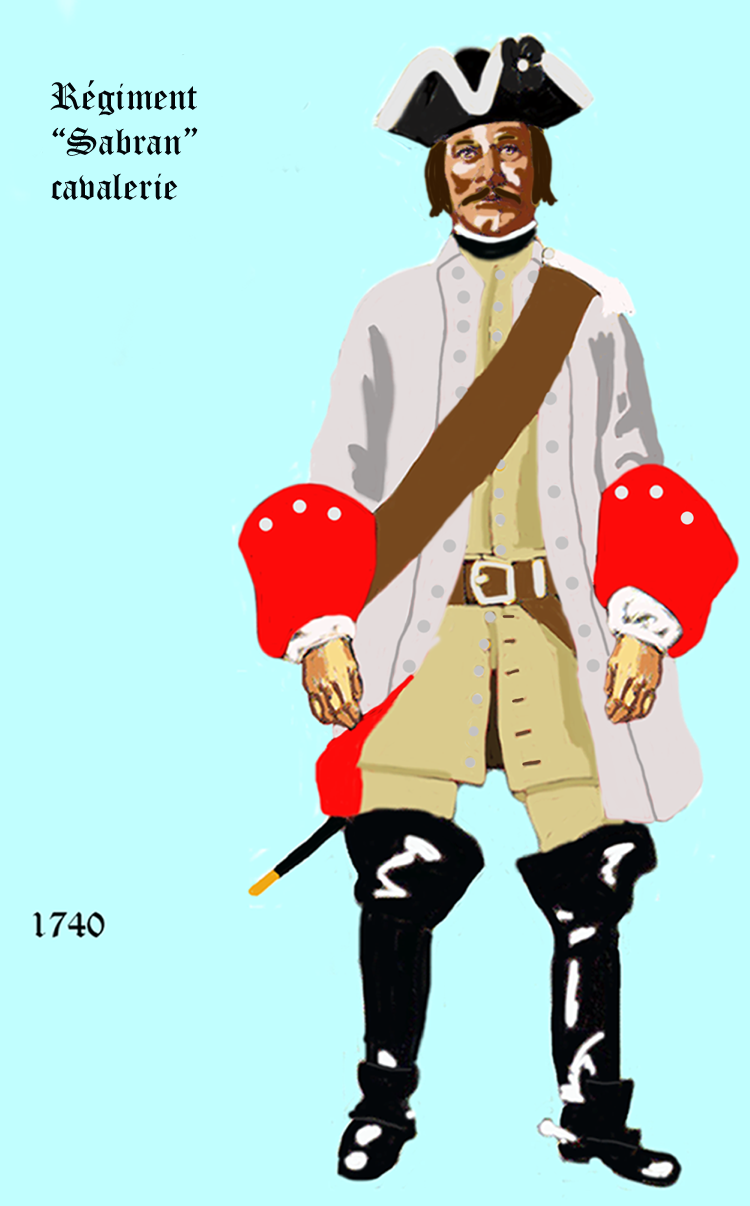
de 1740 à 1757
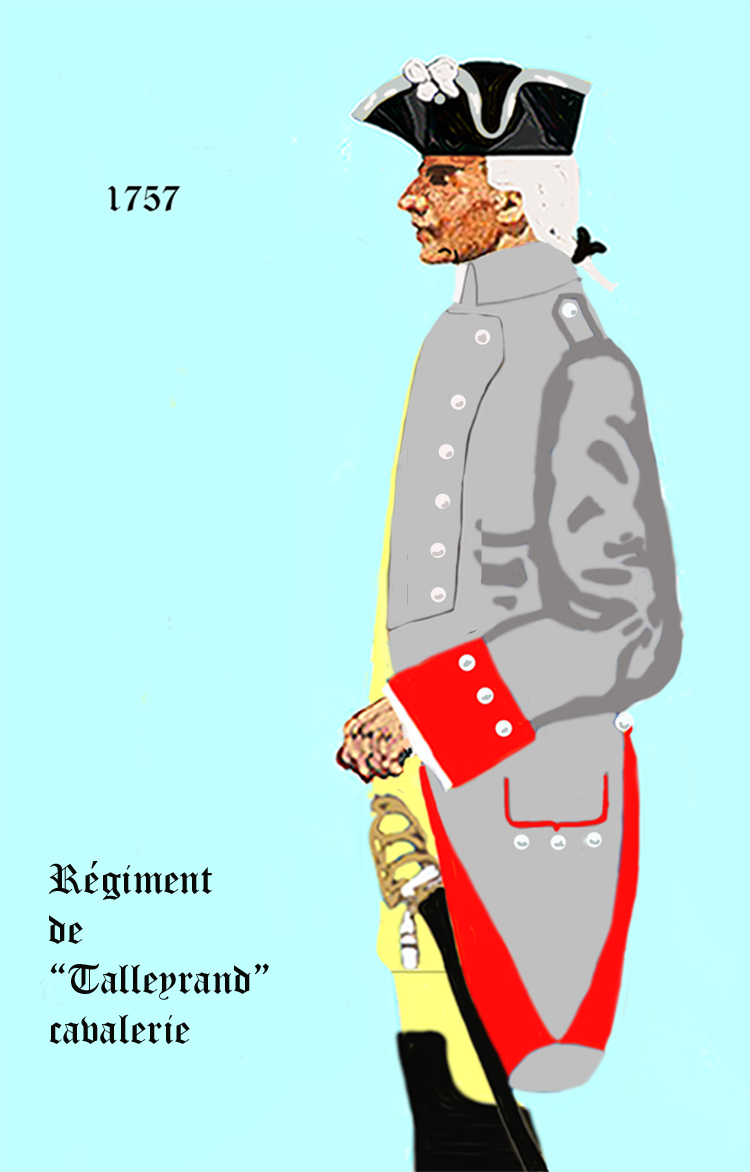
régiment de Talleyrand cavalerie de 1757 à 1761

## Personnalité
- Jean-Baptiste Victor de Rochechouart de Mortemart (1712-1771), qui commande alors une compagnie